# Finlândia nos Jogos Olímpicos de Verão de 1920
A Finlândia mandou 63 competidores que disputaram quinze modalidades nos Jogos Olímpicos de Verão de 1920, na Antuérpia, na Bélgica. A delegação conquistou 34 medalhas no total, sendo quinze de ouro, dez de prata, e nove de bronze.